# HD 188015 b
إتش 188015 ب (بالإنجليزية: HD 188015 b)‏ هو كوكب خارج المجموعة الشمسية أعلن اكتشافه عام 2005. اكتشف الكوكب بواسطة طريقة السرعة الشعاعية كغالبية الكواكب الأخرى المعروفة.
تبلغ الكتلة الدنيا له حوالي 1.25 كتلة المشتري. ويدور حول نجمه في مدار منحرف قليلًا على بعد يزيد بنسبة 20% تقريبًا عن بعد الأرض عن الشمس.
وكشف تحليل الاستقرار أن مدارات الكواكب المقاربة لحجم الأرض في النقاط التزامنية لإتش دي 188015 ب ستكون مستقرة لفترة طويلة من الزمن.

## للاطلاع
- Butler، R. P.؛ وآخرون (2006). "Catalog of Nearby Exoplanets". The Astrophysical Journal. ج. 646 ع. 1: 505–522. arXiv:astro-ph/0607493. Bibcode:2006ApJ...646..505B. DOI:10.1086/504701. مؤرشف من الأصل في 2019-12-07.
- Raghavan؛ Henry، Todd J.؛ Mason، Brian D.؛ Subasavage، John P.؛ Jao، Wei‐Chun؛ Beaulieu، Thom D.؛ Hambly، Nigel C. (2006). "Two Suns in The Sky: Stellar Multiplicity in Exoplanet Systems". The المجلة الفيزيائية الفلكية. ج. 646 ع. 1: 523–542. arXiv:astro-ph/0603836. Bibcode:2006ApJ...646..523R. DOI:10.1086/504823. مؤرشف من الأصل في 2019-12-07.

## وصلات خارجية
- "Notes for planet HD 188015 b". The Extrasolar Planets Encyclopaedia. مؤرشف من الأصل في 2019-12-07.
- "HD 188015". Exoplanets. مؤرشف من الأصل في 2016-11-30.